# Lélèges
Dans les textes antiques, le nom Lélèges (en grec ancien Λέλεγες / Léleges) désigne des populations autochtones ayant vécu en Anatolie avant l'arrivée des Ioniens.

## Étymologie
Le nom des Lélèges n'est sans doute pas un autonyme, renvoyant à lui-même dans sa langue. Le linguiste Merritt Ruhlen relie l'exonyme grec « Lélèges » à une origine louvite, une langue anatolienne parlée dans la région avant le grec. En louvite, le nom Lulahi était utilisé à l'âge du bronze par les Hittites en Anatolie. Ainsi, dans une inscription cunéiforme, les prêtres hittites et les employés d'un temple doivent éviter de parler aux Lulahi et aux marchands étrangers. Le linguiste russo-américain Vitali Chevorochkine (en), suppose que Lulahi désignait les habitants des régions qui seront par la suite appelées Carie et Lycie dans l'Antiquité.
Les légendes grecques ultérieures rapportées dans la Bibliothèque (Pseudo-Apollodore) et par Pausanias affirment que les Lélèges tiennent leur nom de leur roi éponyme Lélex.
Une telle étymologie, permettant d'éterniser un fondateur légendaire, a été présentée par les mythographes grecs pour presque toutes les tribus helléniques. Selon le professeur Ken Dowden (en) de l'Université de Birmingham, « quelle que soit leur réalité historique, Lelex et les Lélèges ont servi de feuille vierge sur laquelle la Laconia a été conçue, avec tout ce que cela signifiait ». Aristobule de Cassandréia cite aussi Trambélos comme roi des Lélèges.

## À propos des Lélèges
Le nom « Lélèges » apparaît d'abord dans l'Iliade parmi les alliés de Troie. Homère leur donne un roi, Altès, et deux cités, Lyrnessos et Pédasos, pillées par Achille, au sud de la Troade. Les mentions des auteurs postérieurs sont confuses, les Lélèges étant souvent confondus avec les Pélasges et les Cariens. Ainsi, Alcée de Mytilène cite Antandros en Mysie comme une « ville lélège », alors qu'Hérodote en fait une cité pélasgique.
La plus importante source sur les Lélèges est la Géographie de Strabon qui les distingue des Pélasges et des Cariens, arguant du fait que l'on parle encore à son époque de villes et d'édifices « lélèges ». Selon lui, Cariens et Lélèges sont deux peuples différents mais alliés ayant habité aux mêmes endroits et ayant pris part aux mêmes expéditions ; tous deux auraient été ensuite chassés par les Ioniens. Strabon cite ensuite différentes hypothèses sur leur origine et sur leur histoire. Il rapporte notamment une tradition, selon laquelle les Lélèges auraient également été présents en Grèce même. Ainsi, un fragment du corpus hésiodique en fait les hommes créés par Zeus pour être les sujets de Deucalion ; ils sont ensuite gouvernés par Locros, héros éponyme de la Locride). Strabon cite également plusieurs ouvrages perdus d'Aristote à l'appui.
Au XIXe siècle, l'archéologue britannique Charles Thomas Newton entreprend des fouilles dans la région d'Halicarnasse (aujourd'hui Bodrum), qui le mèneront à la découverte du mausolée d'Halicarnasse. Des tombes mises au jour dans les collines d'Assarlık le poussent à identifier l'endroit comme l'emplacement de l'ancienne Syangela citée par Strabon comme l'une des « villes lélèges ». C'est pourquoi l'on appelle « lélèges » les constructions en pierre sèche de type polygonal irrégulier de la péninsule d'Halicarnasse, typiques d'un peuple de pasteurs et d'agriculteurs.